# 형곡동
형곡동(荊谷洞)은 대한민국 경상북도 구미시 중심부에 위치한 동이다.

## 개요
형곡동은 시무나무가 많아 형곡(荊谷)이라 불렸으며, 시무실이라는 상형(上荊, 지금의 형곡2동)과 신라 때 양곡을 보관하던 창고가 있었다고 해서 붙여진 사창(司倉)이라는 하형(下荊, 지금의 형곡1동)의 두 개 자연부락으로부터 출발하였다. 1978년에 형곡동이 신시동으로 개칭되었다가 1990년에 다시 형곡동으로 환원하였고, 이후 1995년 3월 1일에 형곡1동과 형곡2동으로 분리되었다.

### 연혁
- 1914년 7월 15일 : 경상북도 선산군 구미면 관할 형곡마을[2]
- 1977년 3월 2일 : 경상북도구미지구출장소 원평지소 관할 마을.
- 1978년 2월 15일 : 구미시 승격으로 신시동 개소 (최초 행정동 설치)[3]
- 1990년 1월 1일 : 행정동명 개칭, 형곡동 명명.
- 1990년 6월 2일 : 신시가지 기반조성 구획정리 준공.
- 1995년 3월 1일 : 형곡1동, 형곡2동으로 분동, 형곡1동 개소[4]

## 교육 기관
- 형일초등학교
- 형남초등학교
- 형곡초등학교
- 형곡중학교
- 형남중학교
- 구미여자상업고등학교
- 형곡고등학교